# Ertebøllecultuur
De Ertebøllecultuur (EBK, ca. 5300 v.Chr. - 3950 v.Chr.) is de naam van een voornamelijk Zuid-Scandinavische cultuur van jager-verzamelaars en vissers van het Subneolithicum. 
De cultuur is genoemd naar de eerste vindplaats in het dorpje Ertebølle aan Limfjorden in het Deense Jutland. In de jaren 1890 groef het Nationale Museum van Denemarken daar bergen oesterschelpen op, gemengd met mosselen, botten en van been, geweien en vuursteen vervaardigde artefacten. Aangenomen werd dat het om keukenafvalhopen of vuilnisbergen (in het Deens køkkenmødding) ging. De cultuur wordt daarnaar soms ook keukenafvalhopencultuur genoemd.
Omdat de cultuur sterk overeenkomt met de Ellerbekcultuur van Sleeswijk-Holstein, wordt ook de naam Ertebølle-Ellerbekcultuur of Ellerbek-Ertebøllecultuur wel gebruikt. De Ellerbekcultuur is genoemd naar een vindplaats aan de rand van Kiel. De Swifterbantcultuur maakt ook deel uit van het cultuurcomplex. Hiervan gaan de eerste vondsten terug tot 5600 v.Chr. en dan is deze nog niet van de Ertebøllecultuur te onderscheiden.

## Geschiedenis
De Ertebøllecultuur nam de plaats in van de eerdere Kongemosecultuur in Denemarken. In het noorden grensde de cultuur aan de Scandinavische Nøstvet- en Lihultcultuur. Er is een indeling in twee fasen, de eerste van ca. 5300 v.Chr. - ca. 4500 v.Chr., en een latere fase van ca. 4500 v.Chr. - 3950 v.Chr. 
In ruwweg dezelfde periode bestond de neolithische bandkeramische cultuur waarvan het verspreidingsgebied meer naar het zuiden lag. Het sedentaire karakter van de Ertebøllecultuur, de hoge bevolkingsdichtheid en het krijgszuchtige karakter van de bewoners verhinderden waarschijnlijk de trek van de agrarische bandkeramiekers naar de Oostzee. De Ertebøllecultuur beoefende geen landbouw maar benutte wel in het wild groeiend graan, dat het waarschijnlijk uit het zuiden heeft gekregen. Landbouw is wel aangetoond in de latere ontwikkelingen van de Swifterbantcultuur, in een overgangsfase die leidde tot de Westgroep van de trechterbekercultuur die het gebied van Noord Nederland tot aan de Elbe omvatte.
Na 4100 v.Chr. breidde de Ertebøllecultuur zich uit langs de Oostzeekust, op zijn minst tot Rügen. Korte tijd later werd hij relatief plotseling opgevolgd door de trechterbekercultuur, een voedselproducerende cultuur. Nederzettingen van de Ertebøllecultuur  hebben echter nog lange tijd naast de trechterbekercultuur bestaan.

## Milieu
De Ertebøllecultuur valt binnen de Atlantische klimaatperiode. Het klimaat was warmer en vochtiger dan nu en de zeespiegel was hoger dan nu. Europa was bedekt met loofbossen. De Oostzee was zout en de kustlijn lag soms vijf meter hoger dan tegenwoordig. Jutland was een verzameling eilanden - het had wel iets weg van de Waddenzee. Er waren grote moerassen afgewisseld met visrijk open water.
De bevolking vestigde zich op landtongen, in de buurt van of op het strand, en langs rivieren en delta's maar buiten de dichte bossen. Door toevallige wisselingen in de hoogte van de zeespiegel liggen veel vindplaatsen van de Ertebøllecultuur nu 3 of 4 meter onder water. Sommige van deze vindplaatsen zijn onderzocht met onderwaterarcheologie. De artefacten zijn uitstekend geconserveerd door het verblijf in de anaerobische modder, een nadeel is dat stroming van water veel vindplaatsen heeft verstoord.

## Overblijfselen van de cultuur

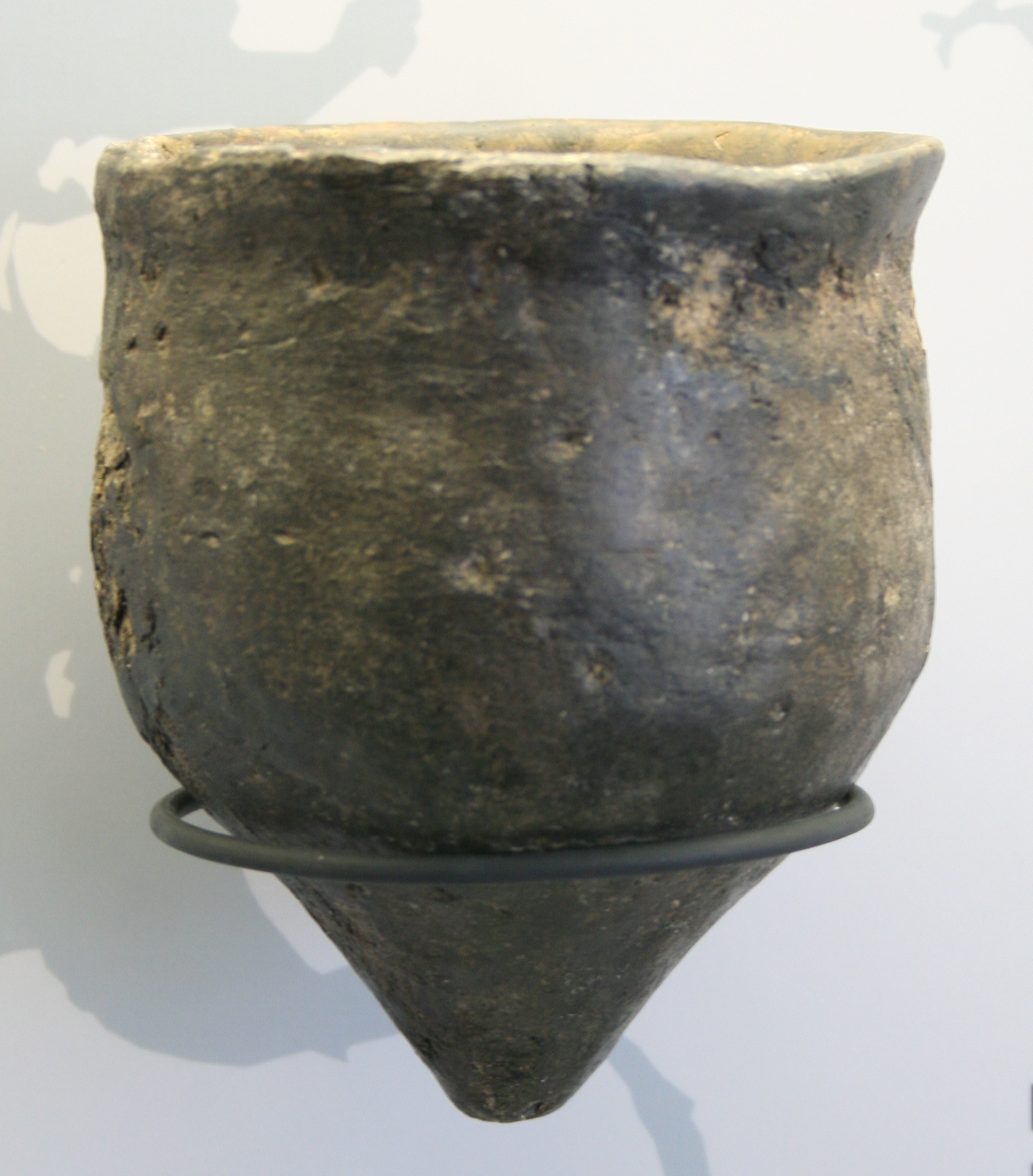
Ertebølle-aardewerk

De bevolking had tal van middelen van bestaan, maar het belangrijkst was de zee. Men kon goed leven op een dieet van vooral vis, de mensen waren gezond en de bevolking groeide. Mogelijk heeft deze voorspoed verhinderd dat deze mensen op zoek gingen naar andere middelen van bestaan, zoals landbouw en veeteelt. Ze waren heer en meester in de binnenwateren, die ze in boomstamkano's bevoeren. Net als veel andere volkeren die bekend zijn uit de geschiedenis jaagden ze vanuit deze kano's op zeehonden en walvissen. Ze gebruikten vooral hout; bot en geweien en daarnaast vuursteen gebruikten ze voor gebruiksvoorwerpen die harder moesten zijn. Hun nederzettingen bouwden ze van sprokkelhout of licht hout. Nu zouden we het hutten noemen. Hoewel uit de gebruikte materialen valt op te maken dat het om tijdelijke woonruimte ging, al hadden ze wel begraafplaatsen en maakten ze aardewerk. Misschien waren de woningen tijdelijk, hun territorium was dat beslist niet.

## Fysieke antropologie
Er is niet veel aan skeletresten gevonden. Uit onderzoek van de vondsten is gebleken dat het skelet van de Ertebøllemensen enerzijds lijkt op dat van de huidige inwoners van Scandinavië maar dat de gezichtskenmerken juist veel lijken op die van de cro-magnonmensen. Er is op basis van de huidige gegevens ruimte voor twee opvattingen: de een luidt dat de Ertebøllemensen een fase waren in de evolutie van de Noord-Europeanen, de andere gaat ervan uit dat ze een mengvorm waren van uit het zuiden afkomstige landbouwers en inheemse Cro-Magnons. Genetisch onderzoek aan het R1a1-gen suggereert echter een (lang daaraan voorafgaande) zuidoostelijke invloed vanuit het Dnjepr-Don gebied tussen 13.000 en 7.600 jaar geleden, gelinkt aan de rendierjagers van de Ahrensburgcultuur, die begon bij de Dnjepr in Oekraïne en Scandinavië rond 12.000 jaar geleden bereikte. Deze invloed heeft niet tot aan het Swifterbantgebied gereikt, hetgeen overeenkomt met de omstandigheid dat de chronologie van de oudste vondsten (tot 5.600 v.Chr.) niet aantonen dat de Swifterbantcultuur een uitheemse (of Scandinavische) oorsprong heeft.